# David Allan
David Allan (født 13. februar 1744, død 6. august 1796) var en skotsk maler og raderer. 
Allan blev uddannet på akademiet i Glasgow og tog 1764 til Rom, hvor han malede Opfindelsen af Tegnekunsten, der skaffede ham Lukas-Akademiets præmie. 1786 blev han direktør for Kunstakademiet i Edinburgh. Fl. Af hans hyggelige folkelivsbilleder slår ind på den retning, som senere blev yderligere udpræget af David Wilkie. Allans humoristiske åre skaffede ham det vel store tilnavn: den skotske Hogarth. 